# Leo Marini
Alberto Batet Vitali (Mendoza (Argentina), 23 de agosto de 1920-Mendoza, 15 de octubre de 2000), más conocido como Leo Marini, fue un cantante de boleros y actor argentino.[cita requerida]

## Biografía
Su padre, Luis Batet, era dueño de un restaurante llamado Los Tres Hermanos y su madre, Herminia Vitali, despachaba en una bodega de comestibles. A los cinco años Alberto queda huérfano de padre, con su madre y su padrastro haciéndose cargo de él.
Su interés por la música y en especial por el bolero nació al escuchar por la radio a tres cantantes mexicanos que lo influenciaron y animaron a convertirse en cantante: José Mojica, Alfonso Ortiz Tirado y Juan Arvizu.[cita requerida]

### Comienzos de su carrera
Su primera actuación fue en emisora de radio de la Ciudad de Mendoza, LV 10 Radio Cuyo, invitado por unas vecinas que lo escucharon cantar. La experiencia fue efímera, pero le sirvió para tomar conciencia de sus aún imperfectas condiciones de cantante. Fortuitamente, el tenor lírico español Juan Díaz Andrés estaba de paso por Mendoza, cuando Alberto lo escuchó en la misma estación de radio en que debutó y de manera inmediata, buscó su asesoría musical. Díaz aceptó enseñarle canto por un año, casi todos los días, en lo que se convirtió en su única formación musical la cual hizo que dejara de imitar al cantante Juan Arvizu. Cuando Alberto Batet ya tuvo perfeccionado el arte de cantar, el mismo Díaz lo llevó a la emisora local a probar suerte y es aquí donde él y Francisco Fábregas, el presentador del programa, lo bautizaron como Leo Marini el seudónimo artístico que usó en lo sucesivo.

### Trayectoria profesional
Con un grupo de amigos, en 1941 viajó a Chile, donde fue contratado para cantar en salas de baile y radio de Valparaíso y Viña del Mar. Es en Valparaíso donde conoció al pianista cubano Isidro Benítez, quien con su conjunto de músicos grabaron con Leo Marini sus dos primeros discos para la filial chilena de RCA Víctor los cuales contienen los temas Virgen de media noche (Pedro Galindo), Puedes irte de mí (Agustín Lara), Inútilmente y Cerca de ti (ambos temas del compositor Luis Aguirre). En Chile residió durante cuatro meses.
En 1942 se trasladó a Buenos Aires, donde ingresa, por recomendación de su amigo, el empresario radial Luis Rocha, a la emisora de radio LR3 Radio Belgrano donde en ese tiempo trabajaba una orquesta de 40 músicos que dirigía Herman Kumok. Allí se hizo amigo del primer violín de la orquesta, Américo Belloto Varoni. El auge del bolero en América Latina, hizo que los directivos de la filial argentina del sello discográfico Odeón, buscando expandir sus negocios hacia el norte de Sudamérica, le encargaron a Belloto Varoni grabar con el joven cantante dos discos de 78 RPM. La orquesta de violines y metales que dirigió Américo Belloto en las sesiones de grabación fue bautizada como Don Américo y sus Caribes. Los discos contenían los temas Llanto de luna, Ya lo verás, Caribe soy y Yo contigo me voy. El éxito de estos discos fue sorprendente y elevó aún más la fama del cantante. En 1946 filma en Chile su primera película, titulada Sueña mi amor.
Ya convertido en reconocido profesional, Leo Marini inició una gira mundial, que lo llevó a Venezuela en 1948, Cuba, Puerto Rico, República Dominicana y de nuevo Venezuela. Volvió a Buenos Aires a grabar, y luego va a Santiago de Chile, en donde se constituyó como suceso artístico de la época. Realizó una nueva gira, esta vez por Perú, Ecuador y Colombia, donde presencia el Bogotazo. Se fue a Puerto Rico, allí trabajó en la estación WNEL de San Juan. Contrajo matrimonio con la argentina Esther Salandari. Regresó en 1950 a Buenos Aires y trabajó con la orquesta de planta de la emisora Radio El Mundo en el programa Sonrisas y melodías, fue en esta estadía donde realizó otra película; Mary tuvo la culpa. Finalizado su contrato con la Odeón argentina, firmó contrato con la empresa discográfica estadounidense Seeco. En 1951, Sidney Seegel, dueño de esta empresa, le aconsejó marchar a La Habana para grabar con la Sonora Matancera. Su primer tema grabado con la agrupación fue Luna yumurina siguiéndole temas como Quiero un trago tabernero, Mi desolación y Desde que te vi. En 1953 nace su primer hijo ; Alberto, ese año también filma su tercera película; ¡Qué rico el mambo!.
En 1954 viajó a Colombia y realizó nuevas grabaciones al lado del trombonista y director de orquesta argentino Arnoldo Nali. Volvió a Cuba en los años de 1955, 1956 y 1958. Ese año, ante la masificación del formato LP graba con la Sonora Matancera el álbum Reminiscencias, el disco más vendido de su carrera musical, digitalizado posteriormente. En Bogotá, con su antiguo conocido Américo Belloto estableció la empresa discográfica Coro de corta existencia. En suelo colombiano, en 1957; nació su segundo hijo José Luis Batet.
En 1970 regresó a Argentina y se divorció y se reincorporó por breve tiempo a la Sonora Matancera junto a Miguelito Valdés y Carlos Argentino. A finales de ese año, firmó contrato con la empresa discográfica venezolana PROMUS para la cual grabó en Caracas, con una orquesta dirigida por su conocido Arnoldo Nali, el LP El Nuevo Leo Marini canta 12 canciones que nunca antes cantó, el cual obtuvo éxito y se convirtió en su resurrección profesional. 
Carlos Andrés Pérez, presidente de Venezuela, lo condecoró en 1978 por su trayectoria musical junto a Libertad Lamarque, Toña la Negra, Bobby Capó, Dámaso Pérez Prado y Pedro Vargas.[cita requerida] En Venezuela, en 1980, Renato Capriles, director de la orquesta de baile "Los Melódicos", solicitó sus servicios como vocalista invitado en el primer disco de la Orquesta La Grande. Volvió a contraer matrimonio con la chilena Gloria Solanas. En la década de los ochenta decide radicarse definitivamente en Buenos Aires para estar cerca de sus hijos, viajando periódicamente a los países de la región para presentarse.

## Fallecimiento
A comienzos de 1993, se le detectó un cáncer. Y en 1995 asistió a un homenaje que se le brindó en Buenos Aires y del cual se realiza un disco compacto conmemorativo. 
A pesar del tratamiento falleció a los ochenta años de edad, en Mendoza, su ciudad natal, el domingo 15 de octubre de 2000, sus restos fueron sepultados en el cementerio de dicha ciudad.

## Filmografía
- Sueña mi amor : (1946) Chile .
- Mary tuvo la culpa : (1950) Argentina .
- ¡Qué rico el mambo! : (1952) Argentina .